# Diplectrona kibuneana
Diplectrona kibuneana là một loài Trichoptera trong họ Hydropsychidae. Chúng phân bố ở miền Cổ bắc.